# Тополошки изолатори
Тополошки изолатори су електронски материјали који, попут обичних изолатора имају енергијски процеп у балку између валентне и проводне зоне, али је код тополошких изолатора додатно то што површина материјала има егзотичне особине у односу на обичан изолатор. Код већине тополошких изолатора површина материјала је проводна преко површинских струја (погледати поделу).
Тополошки изолатори постоје у дводимензионалним и тродимензионалним материјалима.

## Подела
Тополошки изолатори се могу поделити на:
- тополошке изолаторе код којих је симетрија временске инверзије нарушена, на пример увођењем магнетног поља (квантни Холов изолатор)
- тополошке изолаторе код којих је симетрија временске инверзије очувана, али постоји спин-орбитна интеракција (квантни спински Холов изолатор[1] )

Тополошки изолатори код је симетрија временске инверзија се могу класификовати на основу тополошке теорије бендова. Класификација се разликује за 2D и 3D случајеве. Класификација на основу тополошке теорије бендова се може извршити једино за неинтерагујуће системе. 
- Дводимензионални тополошки изолатори се на основу тополошке теорије бендова деле у зависности од тополошке инваријанте {\displaystyle \mathbf {Z} _{2}}на:[2]

1. тополошки нетривијалне изолаторе који су изолатори (имају изолаторски процеп у балку (енгл. bulk)), али им је површина проводна и на њој се налази непаран број Диракових фермиона (квантни Холов изолатор)
2. тополошки нетривијалне изолаторе код којих је симетрија временске инверзије очувана у балку, али је нарушена само на површини материјала и ти материјали имају изолаторски процеп и у балку и на површини материјала (унутрашњи спински Холов изолатор)

- Тродимензионални тополошки изолатори се на основу тополошке теорије бендова деле на 16 тополошки различитих класа.

Интерагујући системи се могу класификовати на основу тополошке теорије поља.

## Историјат
1980. године експерименталнo је откривен квантни Холов ефекат који је историјски био први пример тополошког ефекта у материјалима. 1988. године осмишљен је теоретски модел квантног Холовог ефекта на дводимензионалној кристалној решетки који се јавља нарушењем симетрије временске инверзије.
У то време није било познато које микроскопске интеракције су одговорне за тополошке ефекте. Генерализацијом квантног Холовог ефекта на основу Черн-Сајмоносове теорије, увиђено је да тополошки изолатори могу постојати и у вишим димензијама (3D) и када симетрија временске инверзије остаје очувана.
Дводимензионални тополошки изолатор, односно квантни спински Холов ефекат, теоретски је предвиђен 2005. године и убрзо је детектован и код реалних материјала 2007. године. Квантни спински Холов изолатор слично као и квантни Холов изолатор има изолаторски процеп у балку, а површина му је проводна, с тим што за разлику од квантног Холовог изолатора, код квантног спинског Холовог изолатора проводно стање чини (једносмерна) спинска, а не електронска струја. Квантни спински Холов изолатор има симетрију временске инверзије, а кључну улогу за појаву тополошких ефеката има спин-орбитна интеракција.

## Особине
Сви обични изолатори се карактеришу истом тополошком изолаторском фазом, због тога што се сви могу квалитативно описати једним енергијским процепом. 1980их година установљено је да ако се електрони ограниче на дводимензионалну површ и овакав систем се постави у јако магнетно поље, доћи ће до појаве одређеног коначног броја Ландауовљевих енергетских нивоа, док ће преостали енергетски нивои остати празни. Енергетски процеп између празних и попуњених нивоа овакве материјале може окарактерисати изолаторима. Додатно, за разлику од обичног изолатора, електрично поље ће на површини изазвати дрифт циклотронских орбита, што ће узроковати да површина постане проводна. Карактеристично је да је проводност тачно квантована, што је измерено са високом тачношћу, те је потврђено да је тополошка природа ових стања различита од обичних изолатора. Овакво стање назива се квантовано целобројно Холово стање, а проводност на површини је Холова проводност.
Системи са квантним целобројном Холовим стањем се могу описивати једночестичном квантно-механичком теоријом, док се системе окарактерисаним квантним разломљеним Холовим стањем мора описивати у оквирима вишечестичне теорије.

## Примена
Тополошки изолатори су веома интересантни за примену, јер имају висок потенцијал у примени у спинтроници и квантном рачунарству.